# リビア国民評議会
リビア国民評議会（リビアこくみんひょうぎかい、アラビア語: المجلس الوطني الانتقالي, ラテン文字転写: al-majlis al-waṭanī al-intiqālī; 英語: National Transitional Council）は、リビアにおいて、2011年の内戦の間に、反カダフィ勢力によって形成された反体制派組織、暫定政権である。2012年8月8日に国民議会に権限を移譲し解散した。

リビア
ليبيا

国の標語: 自由、正義、民主主義国歌: ليبيا ليبيا ليبيا（アラビア語）
リビア、リビア、リビア

## 概要
2011年2月27日にリビア第2の都市ベンガジで、ムスタファ・モハメド・アブドルジャリルが結成を発表、3月5日には「リビアにおける唯一の正統な代表政府」であることを宣言した。設立目的は、「革命の政治的な局面にて行動するため」としている。
日本政府の用いる正式名称は「国民暫定評議会」であるが、日本語ではこのほかにも「リビア暫定政府」「リビア国民評議会」と2通りの呼び方があり、本項目では以下「リビア国民評議会」と表記する。

## 沿革

### 背景
2010年12月に始まったジャスミン革命、それに誘発されたエジプト革命など、中東・北アフリカに広がった民主化の勢いは、翌年2011年2月、リビアにも及んだ。当初劣勢だったムアンマル・アル＝カッザーフィー（以降カダフィ）政権は2月末には攻勢に転じ、内戦突入は不可避となった。政府に対する反感が強かったベンガジをはじめとする東部の都市は内戦前から政府の統制を脱し、反政府派の有力者が集結し始めていた。

### 結成
2月24日、数日前までカダフィ政権で法相を務めていたムスタファ・モハメド・アブドルジャリルはアルバイダにて、反政府派の政治家、元軍人、部族長、学識者、ビジネスマンらと会合を持ち、政権打倒に向けて協力を確認するとともに、政権崩壊後の暫定的な国内統治など、民主化に向けて議論を行った。この動きは25日にアルジャジーラで放送され、26日にはアブドルジャリル自身が暫定政権樹立の考えを明かした。リビア駐米大使のアリー・スレイマン・アウジャリ、リビア国連次席大使のイブラーヒーム・オマル・アル＝ダバシらの協力も明らかになった。
2月27日、国民評議会の創設が宣言された。本部はカダフィ政権成立前のリビア王国の首都であったベンガジにおかれ、評議会の旗として、旧王国時代の国旗が採用された。同日の記者会見では、カザフィ政権打倒後はそのまま正式なリビア政府に移行する考えが示されたため、国内のほかの自治政府から反発があがった。

### 内戦突入、反政府派の中軸へ
当初の影響領域はベンガジ周辺に留まっていたが、カダフィ側の巻き返しに遭って一刻も早い反政府勢力の統合が求められ、またアブドルジャリル自身の知名度もあって、数日中には反政府地帯のほぼ全域に及ぶようになった。
3月5日には正式な会合を開き、アブドルジャリルを議長に選出、付属機関も設置し、評議会としての機能を開始した。同日、旧王国時代を基にした新憲法案骨子を発表した。23日、マフムード・ジブリールを国民評議会の執行委員会委員長（暫定首相）に指名した。
内戦が拡大した7月ごろに路線対立が起こり、7月28日、軍事委員会のアブドゥルファッターフ・ユーニス総司令官が暗殺される事件が発生した。執行委員会が責任を取って総辞職した。
8月22日、首都トリポリをほぼ制圧し、アブドルジャリルは本部をトリポリに移す考えを示している。

### 正式な政府へ
2011年7月15日にイスタンブールで開催された第4回目リビア連絡調整グループ会合において、リビア国民評議会を「リビアにおける正統な統治当局として取り扱う」として承認した。同年9月16日には国際連合におけるリビアの代表権が総会で承認され、9月20日にアフリカ連合が正式な政府として承認した。しかし当初は9月中旬を予定していた暫定政権の樹立は遅れ、ジブリール暫定首相が新政権への参加を見送る考えを示している。
2012年7月に国民議会選挙が実施され、8月8日に議会に権限を移譲。リビア国民評議会は解散した。

## 組織・機関
- 評議会（議会）
  - 政権内の意思決定機関。政権下の自治都市から人口に応じて数名ずつ選出される。創設時は31名。議員の選出方法は各自治体に委ねられており、40年ぶりに選挙が行われた都市もあった。議長はアブドルジャリル（大統領格）。
- 軍事委員会（軍部）
  - 3月5日設置。国内から集まった義勇兵を統率・訓練し、「リビア人民軍」（自由リビア軍とも）を組織。カッザーフィー政権軍との戦闘を行った。
- 執行委員会（内閣・行政）
  - 3月6日設置。旧称は危機管理委員会。委員長はマフムード・ジブリール（首相格）。カッザーフィー政権を離脱した外交官や官僚で構成される。大臣に相当する執行委員が担当省庁の閣僚を務める。設置と同時に「リビアにおける唯一の代表政府」を宣言し、各国にリビア政府としての承認を求めた。8月26日、カッザーフィー政権が事実上崩壊したことにより、本拠地をベンガジからトリポリに移動した。

上記の組織では前政権の行政業務（治安維持・国境管理など）までは手がまわらず、地域住民有志の手も借りて行われた。

## 軍事
リビア人民軍は、政府から離反した軍関係者などの反カダフィ派の義勇兵で構成される民兵組織であった。国民評議会の内部組織である軍事委員会が統率し、カダフィ政権を相手に戦闘を行った。兵器はカダフィ政権率いるリビア政府軍から奪ったものを使用した。

### 海外からの軍事支援
2011年6月29日、フランスは、上空からパラシュートを使い、反体制派に対して武器供与を行なっていることを認めた。フランス報道官は、「市民が自らを守るためだ」と正当化した。

## 国際関係

リビア国民評議会に対する各国の認識を示した世界地図。
リビア
リビア国民評議会をリビアの唯一の正統な政府として承認している国家
リビア国民評議会と非公式の関係を持っているが、正式な承認は与えていない国家
リビア国民評議会を国連で承認することに反対したが、正式な声明を発表していない国家
リビア国民評議会をリビアの唯一の正統な政府として承認しないとしている国家

リビアにおける正統な統治当局として取り扱うとしたリビア連絡調整グループの他、連絡調整グループの参加国でなくとも、承認に転じたロシアのような例もある。

### 対日関係
2011年7月に日本政府は、国民評議会を正当な対話相手として承認した。8月には小池百合子がベンガジを訪問し、日本の政治家として初めて国民評議会のトップであるムスタファ・モハメド・アブドルジャリル議長らと会談した。

### 国際社会の承認状況
以下は、2011年の国際社会からのリビア国民評議会の「リビアにおける唯一の代表政府」としての承認状況について述べる。
- 2月25日、リビア国連代表団はカダフィ政権との関係断絶を発表した[25]。

- 3月10日、フランスは、主要国のなかで最も早く承認[26]。これに対し、リビア政府は、フランスとの外交関係を中断すると発表した[27]。

- 3月28日、カタールがアラブ諸国では初めて承認[28]。これに対しリビア政府は、「甚だしい干渉だ」と強く非難した[29]。

- 4月4日、イタリアが国民評議会を全面的に支持することを表明。「評議会をリビアを代表する唯一の政治的かつ正当な対話者として認める」とした[30]。

- 6月13日、ドイツが承認[31]。

- 7月4日、トルコが承認[32]。

- 7月15日、リビア連絡調整グループ第4回においてリビアにおける正統な統治当局として取り扱う」ことが規定され、米国が国民評議会を政府承認。日本も同日に「正統な対話相手」として認める意向を示したが[33]、カダフィ政権側との関係も維持しており、評議会側はカダフィ政権との断絶を求めた[34]。

- 7月18日、ロシアは国民評議会を承認することを拒否した[35]。なお、9月1日に、ロシアは承認へと転じる[22]

- 7月27日、イギリスが承認し、カダフィ政権側の外交官を国外追放することを発表した。国民評議会から外交官を派遣することも認めた[36]。

- 8月23日、イラク、モロッコ、バーレーン、ギリシャ、ナイジェリアが承認[37]。

- 9月13日、中国が承認[38]。

- 9月16日、国連総会で、国民評議会の代表権が承認。カダフィ政権下の緑一色の国旗が外され、赤・黒・緑の3色に、中央に三日月を配置した新国旗が掲揚された[39]。

### 外国からの支援
以下では、外国からの支援について述べる。
- 2011年4月20日、アメリカ合衆国は、国民評議会に対し、最大20億円相当の医薬品や無線機を提供するとした[40]。